# Transatlanticism
| Recensione | Giudizio       |
| ---------- | -------------- |
| Ondarock   | Pietra miliare |

Transatlanticism è il quarto album in studio del gruppo musicale statunitense Death Cab for Cutie, pubblicato il 7 ottobre 2003.
È il primo con la formazione che comprenda il nuovo batterista Jason McGerr. Prima della pubblicazione, Benjamin Gibbard affermò:
L'album ha raggiunto la 97ª posizione nella Classifica della Billboard 200 ed è disponibile in formato CD, SACD, e vinile. L'album è stato ripubblicato nel 2013, nel suo decimo anniversario, con le demo di ogni singola traccia.

## Tracce
1. The New Year – 4:06
2. Lightness – 3:30
3. Title and Registration – 3:39
4. Expo '86 – 4:11
5. The Sound of Settling – 2:12
6. Tiny Vessels – 4:21
7. Transatlanticism – 7:55
8. Passenger Seat – 3:41
9. Death of an Interior Decorator – 2:56
10. We Looked Like Giants – 5:32
11. A Lack of Color – 3:35

## Usi in televisione e cinema
- Diverse canzoni da "Transatlanticism" sono state incluse in film e programmi televisivi.
- Un poster, raffigurante la copertina dell'album, è appeso nella cameretta di Seth Cohen, personaggio del telefilm The O.C..
- La canzone "A Lack of Color" è contenuta nella colonna sonora Music From The OC: Mix 2.
- La canzone "Transatlanticism" è stata utilizzata in un episodio della quarta stagione di Six Feet Under, due episodi di CSI Miami ("Death Pool 100" della quinta stagione e "Fallen" della nona), un episodio di Harper's Island, e nei film The Puffy Chair, Beastly e Disturbia.
- La canzone "The Sound of Settling" è contenuta nella colonna sonora di  2 single a nozze - Wedding Crashers, Shopgirl, e Mean Creek.
- La canzone "Passenger Seat" è stata utilizzata in un episodio della serie Californication.